# Crise de l'azote aux Pays-Bas

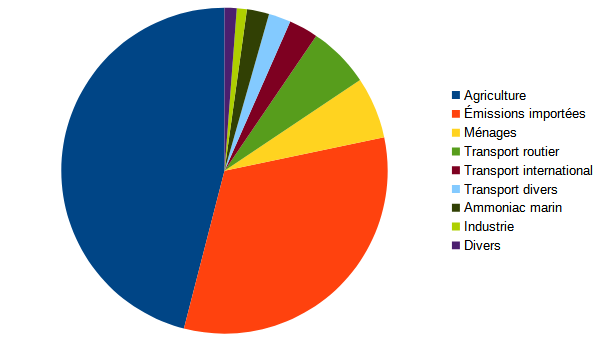
Répartition des émissions de composés azotés par secteur de l'économie néerlandaise : l'agriculture est la principale source d'émissions, devant les émissions importées, les ménages et le trafic routier.

La crise de l'azote aux Pays-Bas est une crise écologique et juridique qui démarre en 2019 après un arrêt du Conseil d'État. La pollution à l'azote en est à l'origine. Aux Pays-Bas, une grande quantité de composés azotés sont émis, en particulier l'ammoniac (NH3 ) qui est libéré par le fumier. De plus, les oxydes d'azote (NOx ) sont émis par les moteurs à combustion interne, notamment les véhicules automobiles et l'industrie. Les activités humaines dans lesquelles des composés azotés sont libérés en grandes quantités entraînent des effets indésirables sur la qualité du sol, de l'eau, de l'air et de la nature.
Les premières normes européennes sur l'azote sont établies en 1991. Les pays européens sont tenus de se conformer à la directive Habitats, qui stipule que les zones Natura 2000 doivent viser un « état de conservation favorable ».
Le 29 mai 2019, le Conseil d'État a déclaré invalide le programme d'émissions d'azote (Programma Aanpak Stikstof, PAS) du gouvernement. Par conséquent, tout projet émettant de l'azote à proximité des zones Natura 2000, notamment de nombreux projets de logement, sont immédiatement arrêtés et le gouvernement doit chercher en urgence des solutions. Environ 18 000 projets de construction se sont immédiatement arrêtés en raison de la décision du Conseil d'État. 
La commission Remkes publie en 2020 un rapport recommandant de réduire les émissions de NH3 et de NOx de 50 % par rapport à 2019 d'ici 2030. L'objectif en ammoniac doit être plus exigeant à proximité des réserves naturelles.
À partir de juillet 2021, les projets de construction sont exemptés de régulation liée aux émissions d'azote. Cependant, cette dérogation est de nouveau jugée caduque en novembre 2022 par le Conseil d'État,.

## Sources des émissions

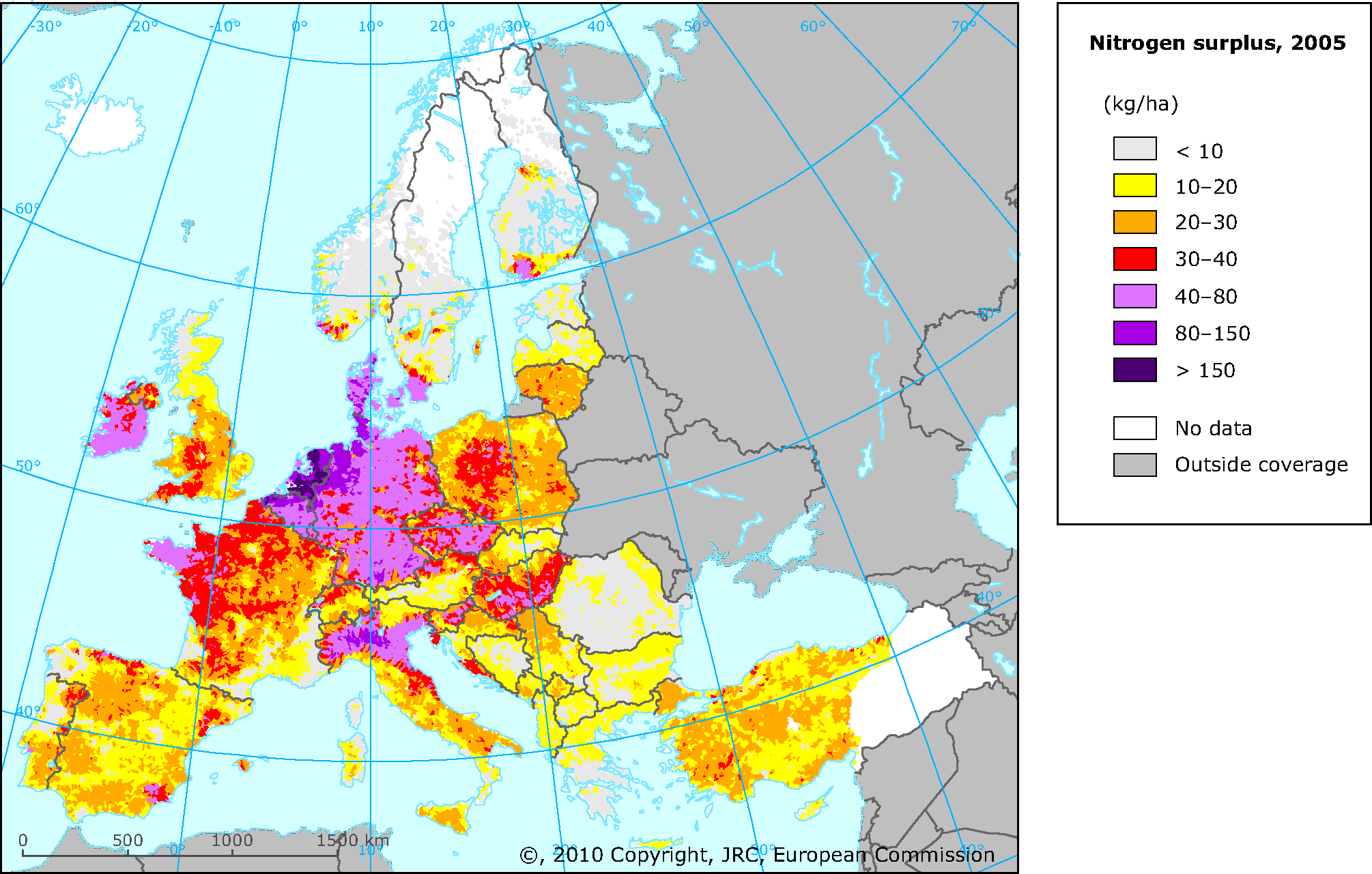
Carte des surplus d'azote en Europe.

L'azote gazeux (N2) représente environ 78 % de l'atmosphère terrestre et est inoffensif pour l'homme et l'environnement. La crise de l'azote ne concerne donc pas l'élément azote lui-même, mais la libération de composés réactifs de l'azote, à savoir l'ammoniac (NH3 ), les nitrates, et les différents oxydes d'azote, appelés NOx, qui sont nocifs.
En 2018, les principales sources d'émissions d'azote pour les Pays-Bas étaient l'agriculture (46 % des émissions de NH3), les pays étrangers (32 % des émissions de NOx et NH3 ) et le transport routier (6 %  des émissions de NOx ). En outre, les transports en commun, le transport maritime et l'aviation représentaient environ 1,6 % des émissions de NOx, l'aviation contribuant pour 0,1 %,,
Les émissions liées à l'exportation par les Pays-Bas sont quatre fois supérieures à celles émises pour l'importation, ce qui remet en perspective les 32 % des pays étrangers.

### Agriculture
L'azote entrant dans le secteur de l'élevage s'élève à 712 millions de kg. La plus grande partie de cette quantité, 393 millions de kg, est stockée dans des produits tels que le lait, la viande et les œufs. Le reste (45 %) se retrouve sous forme d'ammoniac dans l'exhalation des ruminants (comme les ovins et les bovins) et surtout dans le fumier. Ce qui n'est pas absorbé par les plantes se retrouve dans les eaux de surface et souterraines et dans l'air. En particulier, les émissions dans l'air sous forme d'ammoniac causent des problèmes dans les réserves naturelles voisines.
Selon les calculs du RIVM, l'ensemble du secteur agricole a émis 106 millions de kg de composés azotés dans l'air en 2017, dont 94 millions de kg provenant de l'élevage et 12 millions de kg principalement via la consommation d'énergie, comme dans les serres. La source la plus importante en élevage est le lisier . Les secteurs agricoles qui émettaient le plus d'azote en 2020 étaient l'élevage laitier (53,8 millions de kg N par an), l'agriculture intensive (15,4) et l'élevage porcin (11,4).

### Transport
Les processus de combustion dans les moteurs automobiles, mais aussi dans l'industrie, produisent des oxydes d'azote NO et NO2, appelés collectivement NOx. Le NO s'oxyde dans l'air en raison de la présence de dioxygène et parfois d'ozone et devient alors du dioxyde d'azote (NO2). Le NO2 est un gaz brun à odeur désagréable, qui peut provoquer une irritation des voies respiratoires
Dans les calculs pour l'aviation, seuls les vols à destination et en provenance des aéroports néerlandais sont inclus, jusqu'à une altitude de 3000 pieds (914 mètres). Au-dessus de cette altitude, les émissions n'ont pas de conséquences localisées mais sont réparties de la même façon sur tout le territoire. De plus, les émissions en altitude sont aussi émises par de nombreux vols internationaux. Même en le prenant en compte, la contribution de l'aviation s'élève à environ 0,7-1,1 %. L'aviation a émis en 2017 1,2 million de kg d'azote, soit cent fois moins que l'agriculture.

### Réduction insuffisante des émissions
Calculées jusqu'en 2017, les émissions d'azote aux Pays-Bas ont diminué de plus de moitié depuis 1991, la plus forte réduction étant visible dans le secteur agricole. Cependant, il existe de grandes différences régionales et pour la plupart des écosystèmes, les valeurs sont bien supérieures aux niveaux critiques pour une bonne qualité de la nature. Cette réduction des émissions d'azote a été obtenue grâce à l'introduction de pots catalytiques pour les voitures, des réglementations dans l'industrie et dans l'agriculture une utilisation du fumier comme engrais au lieu de l'épandre. Des purificateurs d'air ont été installés dans les élevages porcins pour filtrer l'ammoniac. Une réduction de la quantité d'engrais a également été mise en place. Cependant, avec la suppression des quotas laitiers en 2014, les émissions d'ammoniac sont repartis à la hausse car le nombre de vaches a augmenté. La mise en place de centrales à biomasse a également augmenté les émissions. De plus, la vitesse maximale sur les autoroutes qui passe progressivement depuis 2012 à 130 km/h a entraîné une augmentation des émissions d'azote. La production de NOx a également augmenté parce que les moteurs à combustion deviennent plus efficaces en raison d'un taux de compression plus élevé. Cependant, cela se fait par augmentation de la température, de sorte que davantage d'azote et d'oxygène sont convertis en NOx. Avec tous ces éléments, il n'y a pas eu de baisse depuis 2010.

### Les Pays-Bas comparés au reste de l'Europe

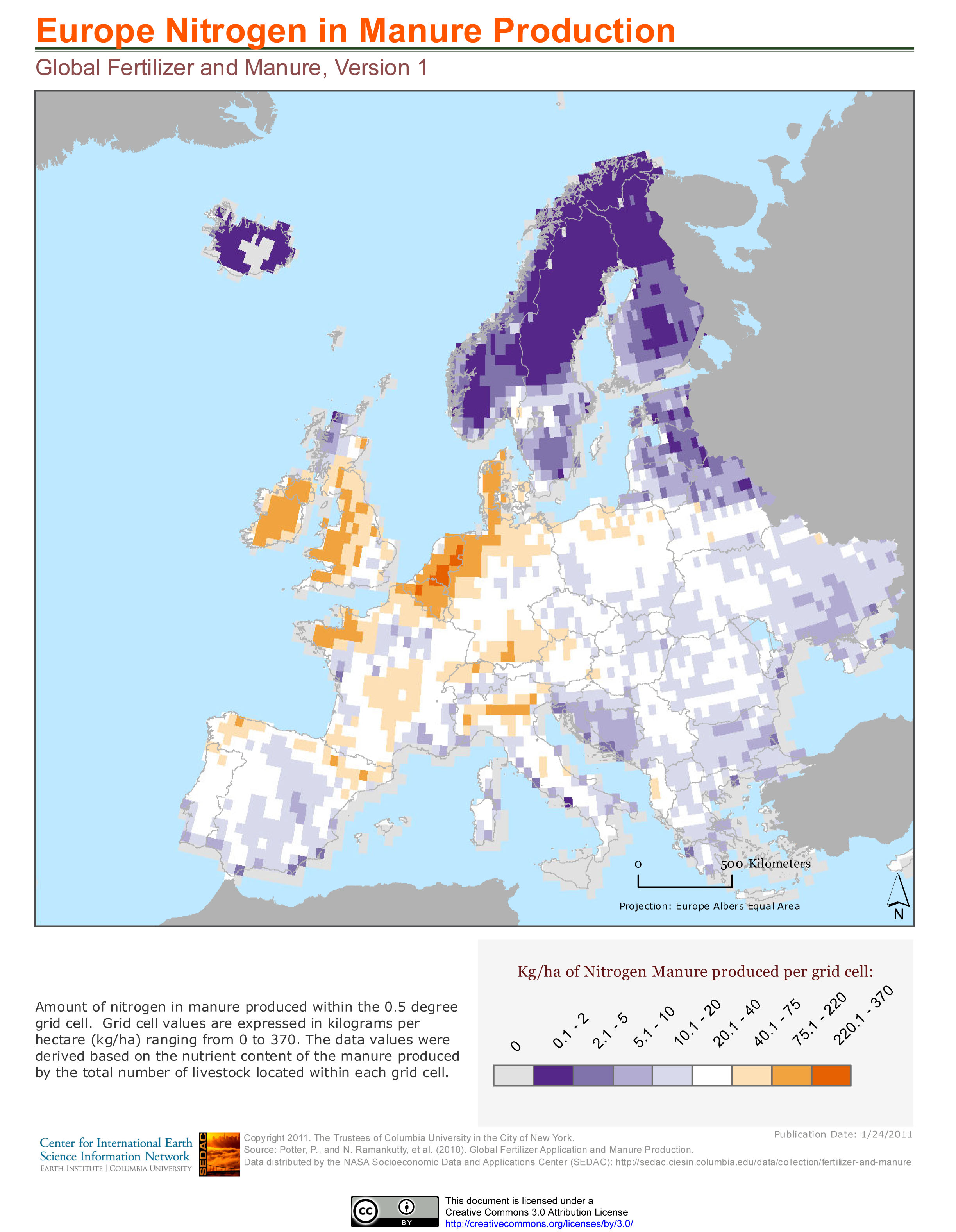
Carte de la production de lisier en Europe.

Selon TNO, les Pays-Bas produisent de loin la plus grande quantité d'azote par hectare au sein de l'Union européenne. Les Pays-Bas exportent également quatre fois plus d'azote vers les pays voisins que ce qui vient de l'étranger. 61 pour cent de l'azote produit provient de l'agriculture, l'élevage intensif étant l'une des sources les plus importantes. 
Différentes solutions sont mises en place dans les pays européens pour limiter les émissions d'azote. En Allemagne, par exemple, un permis d'azote n'est requis que si plus de 7 mol d'azote (soit 98 g) par hectare et par an sont déposés dans une réserve naturelle à la suite d'une nouvelle activité, contre 0,05 mol aux Pays-Bas. Les normes sont plus strictes aux Pays-Bas qu'en Allemagne car ce dernier pays a de plus grandes réserves naturelles et moins d'activités productrices d'azote autour d'elles.

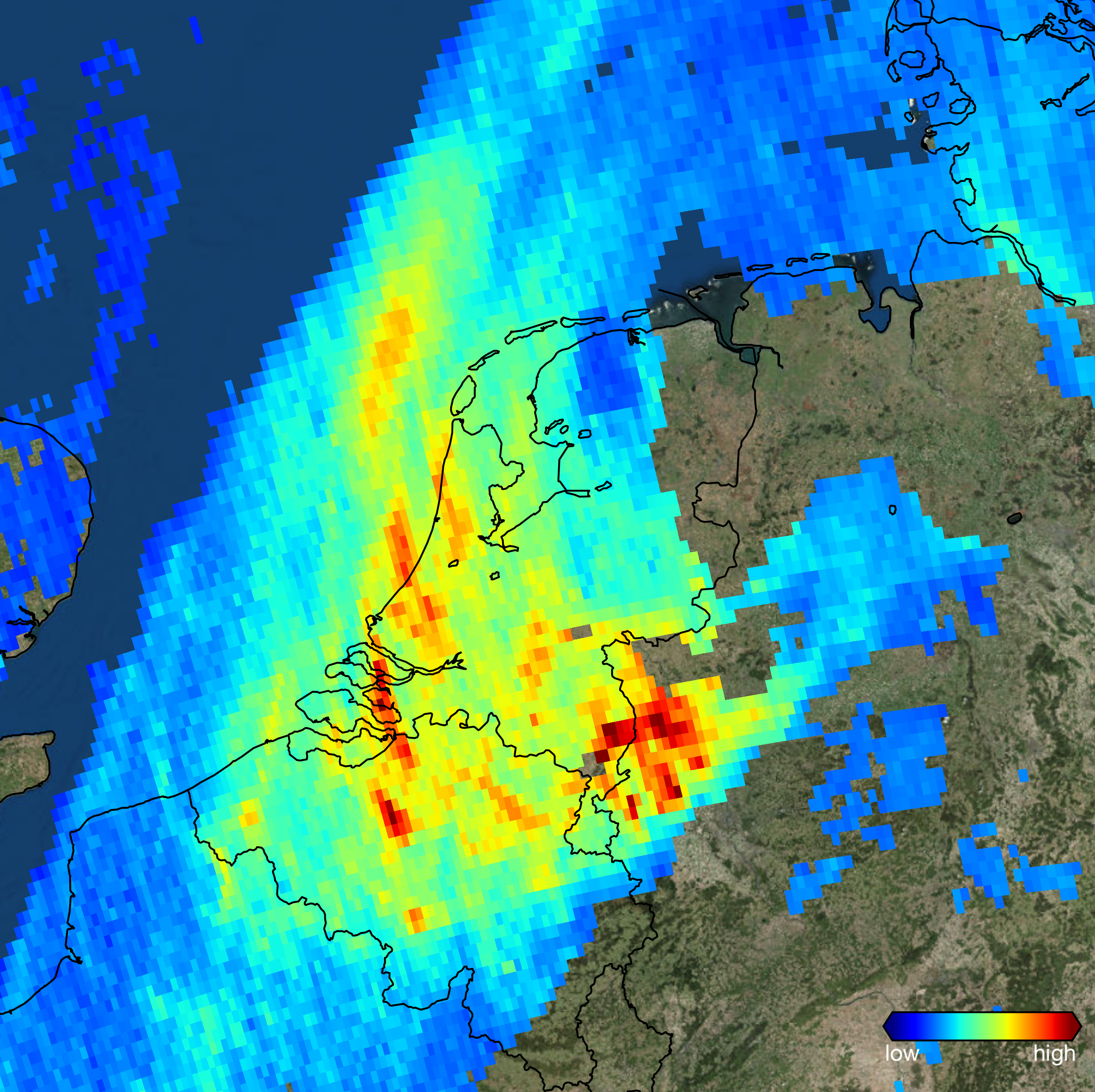
NO_{2} dans l'atmosphère au-dessus des Pays-Bas et de la région de la Ruhr, 7 novembre 2017.

## Réglementation
En 1991, la directive européenne sur les nitrates est adopté. En 2001, des plafonds d'émission nationaux ont été fixés dans l'Union européenne. Ces deux mesures visaient à résoudre le problème de l'azote. Selon les normes européennes, pour la santé humaine, l'air extérieur ne doit pas dépasser une valeurs de 40 µg/m3 de NO2, en moyenne sur un an.
Sur la base de la directive sur les nitrates, des limites sont fixées sur l'utilisation d'azote à des fin agricoles. En 2019, le maximum était de 170 kg d'azote par hectare. Diverses exceptions sont prévues.

## Origine de la crise de l'azote

### Histoire
À partir des années 1950, les Pays-Bas connaissent une concentration économique de l'agriculture, et se tournent vers un modèle de production très intensif et polluant. Les Pays-Bas sont en 2022 le deuxième exportateur agricole mondial.
On estime qu'il y a environ 4 000 éleveurs laitiers à proximité des zones Natura 2000 les plus vulnérables (sur un total de près de 17 000) qui ont une influence directe par leurs émissions d'azote. 
Une partie du problème est le surplus de fumier, contre lequel les responsables du ministère de l'Agriculture avaient mis en garde depuis 1965, en raison de l'augmentation d'échelle de l'agriculture. Sous la pression du secteur agricole, les mesures limitatives sont affaiblies à plusieurs reprises. Cela tient en partie au clientélisme : les projets agricoles sont approuvés par les communes, les élus y étant souvent favorables notamment si les fermiers sont de leur parti politique. De plus, le déversement illégal du fumier est beaucoup moins cher que les solutions de traitement du fumier qui ne décollent pas vraiment. Une fraude à grande échelle est constatée concernant les agriculteurs, les transporteurs de fumier et les organismes de comptabilisation pour le traitement du fumier,.
À partir des années 1990, les émissions et dépôts totaux de composés azotés ont diminué, mais la diminution s'est stabilisée par la suite. En 2004, le RIVM a signalé que pour la conservation durable des écosystèmes sensibles, des réductions d'émissions plus importantes étaient nécessaires.
Ce n'est que lorsque des groupes environnementaux ont engagé des poursuites judiciaires pour forcer le gouvernement à mettre en place ses propres politiques que ce que la crise de l'azote proprement dite débute. L'un des groupes à l'origine de ces procédures était le Werkgroep Behoud de Peel . Depuis 1981, ce groupe a mené des milliers de procédures judiciaires pour empêcher des rejets d'ammoniac dans le Peel, une tourbière ombrotrophe historique dont il ne restait que De Groote Peel de la fin du XXe siècle, devenue par la suite un parc national. L'impact médiatique est limité,. D'autres groupes environnementaux ont également intenté des poursuites, souvent gagnées, car les normes environnementales sont dépassées.

### Programme PAS
Le gouvernement met en place le programme PAS (Programma Aanpak Stikstof, soit programme de gestion de l'azote). Il est entré en vigueur le 1er juillet 2015.
Des associations environnementales attaques le PAS lui-même, ce qui aboutit après un grand nombre de procédures à une annulation du programme par le Conseil d'État.
L'annulation du PAS a pour conséquence immédiate que 18 000 projets sont gelés et qu'il faut pour chacune d'eux réduire ou compenser les émissions d'azote.
La décision a rendu illégaux les permis de 2 958 fermes, selon une enquête de 2022.

## Conséquences environnementales
L’ammoniac est un gaz irritant pouvant être incriminé dans l’apparition de certaines maladies (asthme, bronchites chroniques) chez les éleveurs et chez les animaux et également dans la diminution des performances zootechniques.
Il a des conséquences : 
- sur les plantes, cela entraîne un déséquilibre dans leur alimentation et augmente leur fragilité vis-à-vis d’autres facteurs secondaires de stress.
- suivant les caractéristiques physico-chimiques des sols et des eaux cela débouchera, soit sur un enrichissement en azote, soit sur une acidification avec disparition de la faune et de la flore dans les cas extrêmes.

## Conséquences économiques
Par rapport à l'objectif annuel de construction de 75 000 logements par an, 40 % pourraient ne pas être réalisés. La crise pourrait entraîner la perte de 27 000 emplois chez les entreprises de construction, les bureaux d'études, les sous-traitants, les entreprises de transport fluvial et routier qui fournissent les matériaux de construction. La crise a été exacerbée par l'application de normes strictes pour les PFAS, de sorte que les sols avec une concentration supérieure à 0,1 microgramme par kilogramme de sol sec ne pouvaient plus être déplacés et/ou excavés. 
Depuis lors, toute réalisation d'un projet qui émet de l'azote doit être compensée en rachetant des droits d'émissions aux agriculteurs.
La vitesse maximale sur autoroute est abaissée de 130 à 100 km/h.
En mars 2023, le gouvernement annonce le gel des constructions de routes ou de voies ferrées, principalement en raison des limitations d'émissions d'azote. Il déclare se concentrer sur la maintenance des infrastructures existantes,.

## Manifestations en 2019 et 2020

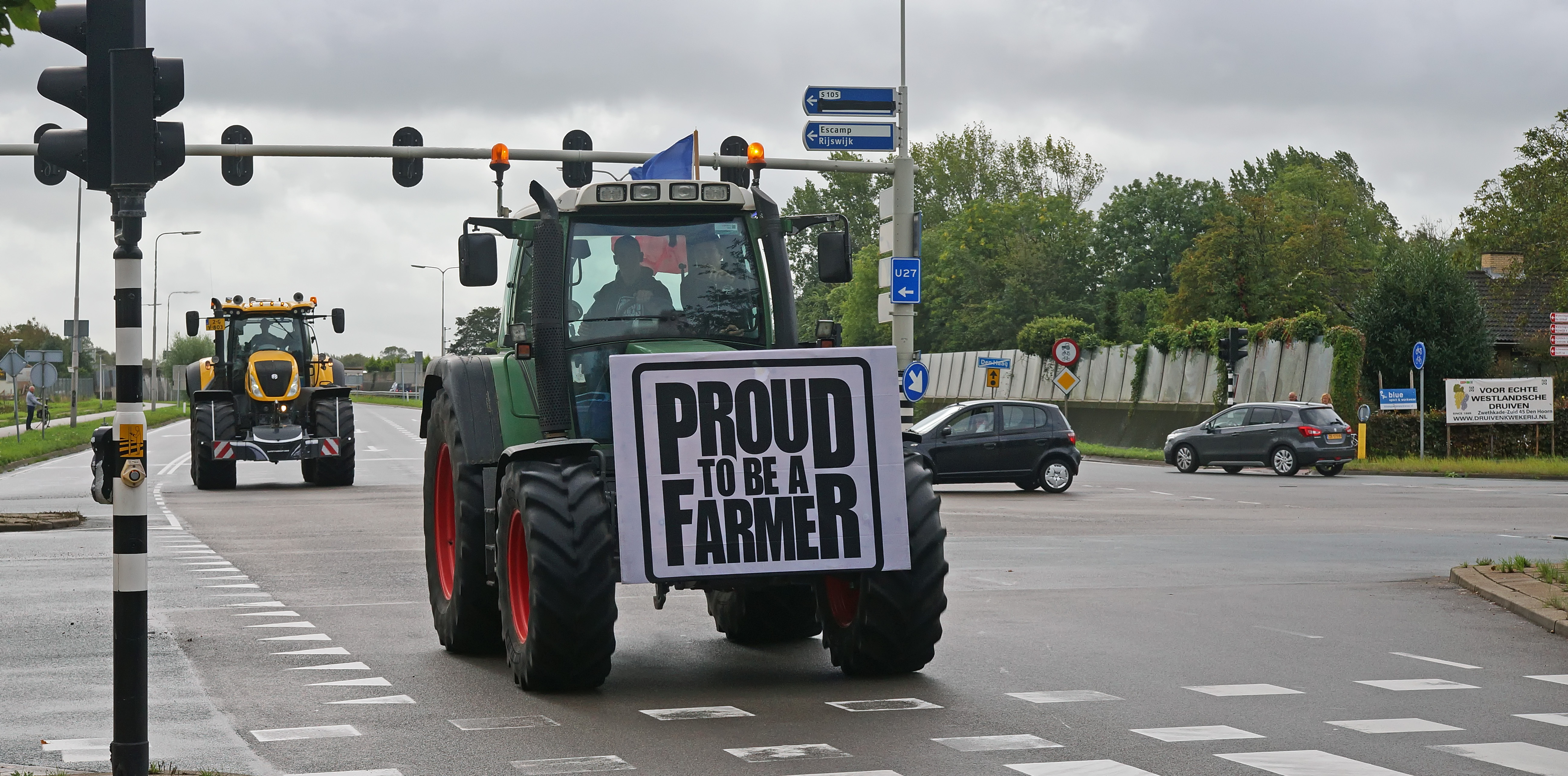
Tracteur avec bannière

En 2019 et 2020 des manifestations d'agriculteurs ont lieu.

## Plan de 2022
Le gouvernement prévoit de diminuer de moitié les émissions d'ici 2030. Une somme de 25 milliards d'euros est prévue.

## Politique
Divers partis politiques se sont opposés aux réglementations sur l'azote. Le BoerBurgerBeweging est un parti pro-agriculteurs qui remporte les élections provinciales en 2023,.
La chute du gouvernement de Mark Rutte en juin 2023 et la montée en puissance du Mouvement citoyen-paysan BBB amène le gouvernement à annuler la date butoir de 2030 pour le rachat des exploitations agricoles les plus polluantes. Selon la ministre de la Nature et de l'Azote, Christianne van der Wal, environ 500 agriculteurs ont déjà demandé à être rachetés, dont 300 sont des « super-émetteurs » dont la fermeture des exploitations entraînera les gains environnementaux les plus rapides. Ces agriculteurs ne seront pas autorisés à créer une exploitation ailleurs aux Pays-Bas après avoir été rachetés. Elle souhaite également sévir contre les entreprises industrielles situées à proximité des réserves naturelles en limitant leurs autorisations.